# Marco Paixão
Marco Paixão, né le 19 septembre 1984 à Sesimbra, est un footballeur portugais, qui évolue au poste d'avant-centre.
Son frère jumeau Flávio est également footballeur.

## Biographie
Après avoir joué dans des divisions inférieures portugaises et espagnoles, il découvre plusieurs championnats (Écosse, Iran, Chypre, Pologne, Tchéquie). Il réalise diverses prestations : il termine troisième meilleur buteur du championnat chypriote en 2012-2013 avec 15 buts, puis deuxième buteur du championnat polonais en 2013-2014 (21 buts) et co-meilleur buteur du même championnat en 2016-2017 (18 buts).
Il participe également à la Ligue des champions (un match), et à la Ligue Europa (cinq matchs, cinq buts). Avec le Śląsk Wrocław, il est l'auteur d'un doublé contre le club monténégrin du Rudar Pljevlja.
En mai 2021, il participe aux play-offs de promotion en Süper Lig avec l'Altay SK. Il inscrit un doublé durant le match aller de la demi-finale face à İstanbulspor (victoire 3-2). Au retour, Altay s'impose 1-0 et se qualifie en finale. Lors de la finale de promotion face à l'Altınordu FK, Paixão inscrit l'unique but du match à la 89e minute, et permet à son club de retourner en Süper Lig après 18 ans d'attente.